# Sadyattes II.
Sadyattes II. (altgriechisch Σαδυάττης Sadyáttēs, aus dem Lydischen etwa „starker Vater“) ist laut Herodot ein König von Lydien in den Jahren 629 bis 618 v. Chr. (andere Quellen gehen von 624 bis 610 v. Chr. aus).

## Leben
Sadyattes entstammte der Dynastie der Mermnaden und war Sohn und Nachfolger des Königs Ardys II. Herodot berichtet, dass Sadyattes die Kimmerier endgültig aus Kleinasien vertrieb, dass er die griechische Stadt Smyrna einnahm und auch Krieg gegen Klazomenai und Milet führte. Sadyattes war mit seiner Schwester verheiratet. Er kam bei einem Attentat ums Leben.